# Interacción gravitacional de la antimateria

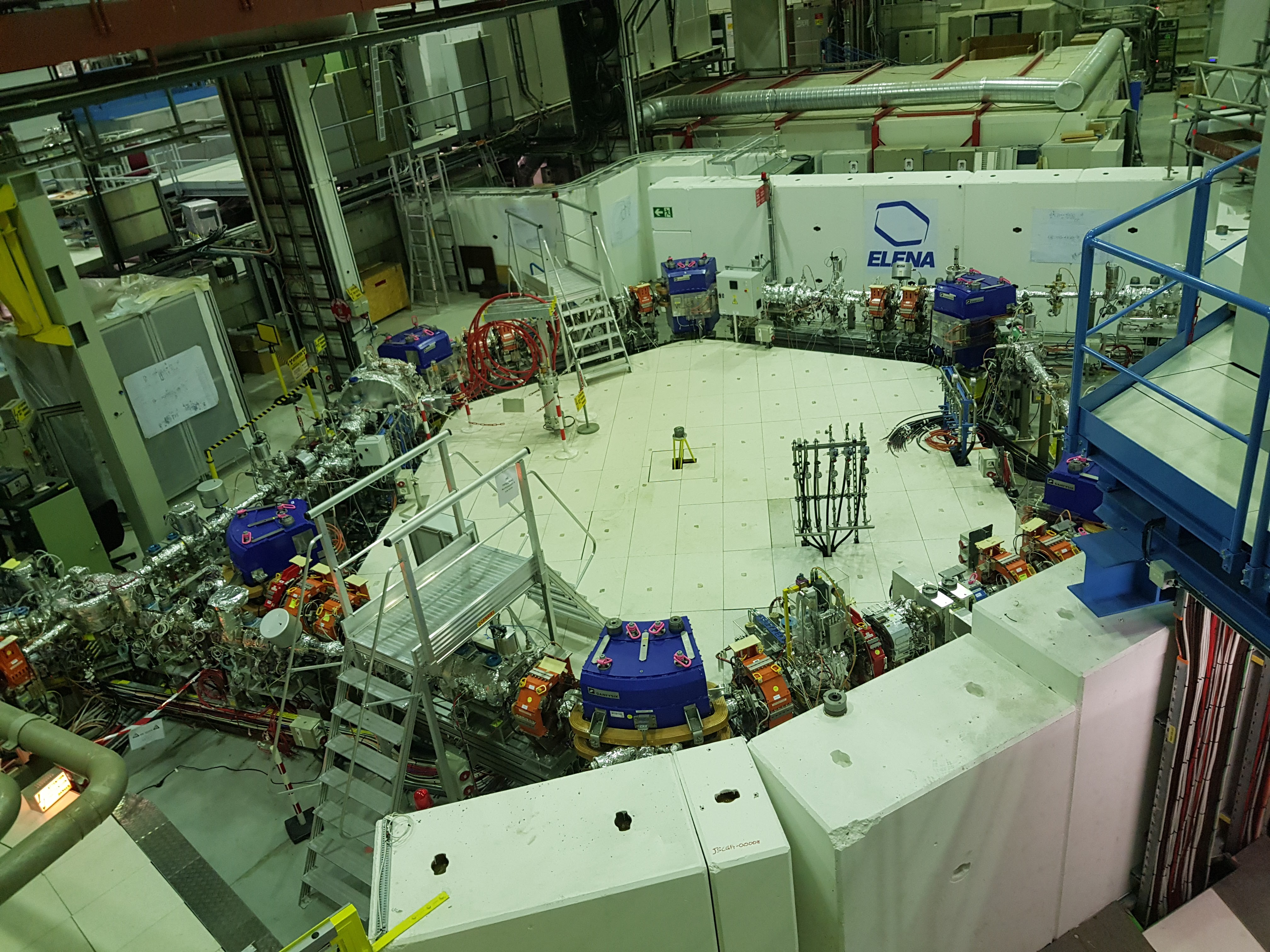
Proceso de la creacicon de antimateria.

La interacción gravitacional de la antimateria con materia o antimateria no ha sido observada concluyentemente por físicos. Mientras que el consenso entre físicos es que la antimateria atrae materia y antimateria de la misma manera en la que la materia atrae materia, existe un deseo fuerte de confirmar esto experimentalmente. 
La rareza de la antimateria y tendencia a aniquilarse cuando es puesta en contacto con materia hace que este estudio sea una tarea técnicamente demandante. La mayoría de los métodos para la creación de antimateria (específicamente antihidrógeno) resultan en partículas de alta energía y átomos de alta energía cinética, los cuales son inaptos para estudios relacionados con la gravedad. En años recientes, primero ALPHA y después ATRAP han atrapado átomos de antihidrógeno en el CERN; en 2013 APLHA usó estos átomos para establecer los primeros límites de caída libre en la interacción gravitatoria de antimateria con materia. Experimentos futuros en APLHA, así como experimentos en con haces de antihidrógeno por AEGIS y GBAR deben refinar estos límites.

## Tres hipótesis
Hasta ahora, existen tres hipótesis de cómo la antimateria interactúa gravitacionalmente con materia normal:
- Gravedad normal: El supuesto estándar es que las interacciones gravitacionales de la materia y antimateria son idénticas.
- Antigravedad: Algunos autores sugieren que la antimateria repele materia con la misma magnitud que la materia atrae materia. Esto no debería ser confundido con los otros fenómenos especulativos que pueden ser definidos como 'antigravedad'.
- Gravifotón y graviescalar: Dificultades posteriores al sugerir teorías de gravedad cuántica han llevado a la idea de que la antimateria quizá reaccione con una magnitud un poco diferente.[4]

## Experimentos

### Supernova 1987A
Una fuente de evidencia experimental a favor de la gravedad normal fue la observación de neutrinos de la Supernova 1987A. En 1987, tres detectores de neutrinos alrededor del mundo observaron simultáneamente una cascada de neutrinos emanados de una supernova en la Gran Nube de Magallanes. Aunque la supernova sucedió hace 164 000 años luz, los neutrinos y antineutrinos pudieron haber sido detectados virtualmente simultáneamente. Si ambos fueron observados, entonces cualquier diferencia en la interacción gravitacional tendría que ser muy pequeña. Sin embargo, los detectores de neutrinos no pueden distinguir perfectamente los neutrinos de los antineutrinos; de hecho, los dos pueden ser idénticos. Algunos físicos estiman que existe menos de 10 % de probabilidad de que no se haya observado ningún neutrino. Otros estiman aún posibilidades más bajas, algunos incluso del 1 %. Desafortunadamente, es improbable que se mejore la certeza duplicando el experimento. La última supernova conocida similar a la Supernova 1987A sucedió en 1867.

### Experimentos de Fairbank
El físico William Fairbank intentó en un experimento de laboratorio medir directamente la aceleración gravitacional de los electrones y positrones. Sin embargo, su tasa de masa-carga es tan grande que los efectos electromagnéticos hicieron imposible el experimento.
Es difícil observar directamente las fuerzas gravitacionales al nivel de partículas. Para las partículas cargadas, la fuerza electromagnética abruma la interacción gravitacional que es muy débil. Incluso las antipartículas en la antimateria neutral, como el antihidrógeno, deben permanecer separadas de sus contrapartes en la materia que forma el equipo del experimento, lo que requiere campos electromagnéticos fuertes. Estos campos ejercen fuerzas en estas antipartículas, las cuales abruman fácilmente a la fuerza gravitacional de la Tierra. Ya que todos los métodos de producción de antipartículas resultan en partículas de antimateria de alta energía, el enfriamiento necesario para la observación de efectos gravitacionales en el laboratorio requiere técnicas experimentales muy elaboradas y un control muy cuidadoso de los campos involucrados. 

### Experimentos de antihidrógeno neutro frío
Desde 2010, la producción de antihidrógeno frío se ha vuelto posible en los experimentos ATHENA, ATRAP y ALPHA en el CERN. El antihidrógeno, el cual es eléctricamente neutral, debería hacer posible medir directamente la atracción gravitacional de partículas de antimateria con las partículas de materia terrestres. En 2013, experimentos con átomos de antihidrógeno liberados de APLHA limitaron en la gravedad de la antimateria. Estos límites fueron contundentes; experimentos futuros en el CERN (ALPHA, AEGIS, GBAR) deberían refinar estos límites.

## Argumentos contra la repulsión gravitacional de materia y antimateria
Cuando la antimateria fue descubierta por primera vez en 1932, los físicos se preguntaron sobre cómo reaccionaría a la gravedad. Los análisis iniciales se enfocaron en si la antimateria debería reaccionar de igual manera que la materia frente a la gravedad. Varios argumentos teóricos surgieron que convencieron a los físicos que la antimateria reaccionaría exactamente igual que la materia ordinaria. Ellos infirieron que una repulsión gravitatoria entre materia y antimateria era imposible y que violaría la simetría CPT y la conservación de la energía, resultando en un falso vacío. También fue teorizado que sería inconsistente con los resultados de la prueba de Eötvös sobre el principio débil de equivalencia.

### El principio de equivalencia
El principio de equivalencia predice que la aceleración gravitacional de la antimateria será la misma que la de materia ordinaria. Una repulsión gravitacional de materia y antimateria es excluida de este punto de vista. Además, ha sido observado que en un largo número de pruebas astronómicas los fotones, que son sus propias antipartículas de acuerdo al Modelo Estándar, interaccionan con el campo gravitacional de materia ordinaria exactamente como lo predicho en la teoría general de relatividad. Ésta es una característica que debe ser explicada por cualquier teoría que intente predecir la repulsión de materia y antimateria.

### Simetría CPT
La Simetría CPT implica que la diferencia entre las propiedades de una partícula de materia y aquellas de su contraparte de antimateria está completamente descrita por la inversión-C. Debido a que esta inversión-C no afecta la masa gravitacional, la simetría CPT predice que la masa gravitacional de la antimateria es la misma que la de la materia ordinaria. Una gravedad repulsiva es, entonces, excluida, debido a que eso implicaría una diferencia entre la masa gravitacional observable de materia y antimateria. 

### Argumento de Morrison
En 1958, Philip Morrison sugirió que la antigravedad violaría la conservación de la energía. Si la materia y antimateria respondieran opuestamente al campo gravitacional, entonces no se requeriría energía para cambiar la altura de un par partícula-antipartícula. Sin embargo, cuando se mueve a través de un potencial gravitatorio, se desplazan la frecuencia y la energía de la luz. Morrison argumentó que la energía sería creada al producir materia y antimateria a una altura, y aniquilada a otra altura mayor, ya que los fotones usados en la producción tendrían menos energía que los fotones arrojados de la aniquilación. Sin embargo, se encontró más tarde que la antigravedad no violaría la segunda ley de la termodinámica.

### Argumento de Schiff
Más tarde en 1958, Leonard I. Schiff usó la teoría cuántica de campo para sugerir que la antigravedad sería inconsistente con los resultados del experimento de Eötvös. Sin embargo, la técnica de renormalización usada en el análisis de Schiff es fuertemente criticada, y su trabajo es visto como inconcluso. En 2014, el argumento fue retomado por Cabbolet, quien concluyó que apenas demuestra la incompatibilidad del Modelo Estándar y la repulsión gravitatoria.

### Argumento de Good
En 1961, Myron L. Good sugirió que la antigravedad resultaría en la observación de una inaceptable gran cantidad de violaciones CP en la regeneración anómala de kaones. Al momento, la violación CP no había sido observada. Sin embargo, el argumento de Good es criticado por ser expresado en términos de potenciales absolutos. Al reformular su argumento en términos de potenciales relativos, Gabriel Chardin encontró que resultaba en una cantidad de kaones regenerados que coincide con la observación. Él argumenta que la antigravedad es, de hecho, una explicación potencial de la violación CP.

## Teorías de repulsión gravitacional
- Los primeros principios físicos no-clásicos subrayando la repulsión gravitacional de materia-antimateria fueron publicados por Cabbolet.[10][17] Él introdujo la Teoría de Proceso Elemental, la cual usa un nuevo lenguaje para la física y es incompatible con la relatividad general y física cuántica. La idea central es que las partículas de masa en reposo no nulas tales como los electrones, protones, neutrones y sus homólogos de antimateria, exhiben movimiento paso a paso, ya que alternan entre un estado de partícula en reposo a un estado de onda en movimiento. La gravitación, entonces, se lleva a cabo en un estado de onda, y la teoría permite, por ejemplo, que los estados de onda de protones y antiprotones interactúen diferente con el campo gravitacional de la Tierra.
- Adicionalmente, Villata argumentó que aquella antigravedad de antimateria se convierte en una predicción de la Relatividad General cuando este último es extendido con la simetría CPT.[18][19] El núcleo de la teoría de Villata es que los operadores C, P y T pueden ser aplicados a la ecuación de movimiento de la relatividad general por partícula en un campo gravitatorio, para dar origen a una nueva ecuación del comportamiento de la antimateria en el campo gravitacional de la materia ordinaria. Esta última ecuación predice una repulsión entre ambas. Sin embargo, se ha sugerido que las bases metodológicas y ontológicas del área de aplicación de la teoría de Villata no pueden ser extendidas para incluir el microcosmos.[20] Estas objeciones fueron posteriormente rechazadas por Villata.[21]

Autores posteriores, han usado una repulsión gravitacional entre materia y antimateria para explicar las observaciones cosmológicas, pero estas publicaciones no tratan los principios físicos de la repulsión gravitacional.